# Afhængighed
Begrebet "afhængighed" bruges i mange sammenhænge til at beskrive en besættelse, tvang eller et ekstremt fysisk eller psykisk behov for noget bestemt, såsom
stoffer, alkohol, pornografi, gambling (ludomani), penge, mad, computerspil eller sågar Wikipedia.
Afhængighedssyndrom, er i medicinsk psykiatrisk sammenhæng, en tilstand, som kan udvikle sig ved gentagen eller vedholdende brug af et psykoaktivt stof og som omfatter stærk trang til at skaffe sig stoffet. Svigtende kontrol af brugen, som i tiltagende grad kommer til at dominere i forhold til aftaler og forpligtelser. Udvikling af tolerans og abstinenssymptomer og vedvarende brug, trods erkendt skadevirkning.
Brug af begrebet "afhængighed" har spredt sig til også at omfatte psykisk afhængighed. I denne kontekst bruges det både til at beskrive erkendte problemer såsom stofmisbrug men også til at beskrive adfærd som ikke generelt anerkendes som afhængighedsproblemer, såsom tvangsspisning og andre tvangshandlinger.
Begrebet "afhængighed" bruges også somme tider til at beskrive meningsløse eller irrationelle tvanghandlinger, såsom spillelidenskab, indkøbsgalskab eller afhængighed af computer. I disse tilfælde bruges begrebet til at beskrive en tilbagevendende tvangsadfærd hvor en person benytter sig af den specifikke aktivitet på trods af skadelige konsekvenser for personen selv, hans mentale tilstand eller sociale liv og andres velfærd.

## Yderligere læsning
- Lende DH, Smith EO (april 2002). "Evolution meets biopsychosociality: an analysis of addictive behavior". Addiction. 97 (4): 447-58. doi:10.1046/j.1360-0443.2002.00022.x. PMID 11964060.
- Ornstein, C., (2005-11-14). Quitting meth pays off. LA Times.